# Crónica Global
Crónica Global és un diari digital elaborat des de Barcelona i dirigit per la periodista Cristina Farrés i Falgueras.

## Història
El diari fou fundat el 9 de setembre de 2013 com a fusió d'El Debat i La Voz de Barcelona. El Debat, amb el sobrenom diari digital de Catalunya, fou un diari digital en català i castellà. Francesc Moreno n'era l'editor.
A partir de juliol de 2015, amb un canvi a l'estructura empresarial que va suposar un canvi de propietaris es va produir la incorporació de Xavier Salvador com a nou director i un nou equip periodístic va obrir els seus continguts i redissenyar la web.
A finals d'agost de 2016 es va anunciar l'aliança amb el digital espanyolistaEl Español per enfortir les estructures empresarials i la capacitat mútua de generació de continguts.
El 31 d'octubre de 2018 Joaquín Romero Fernández, llavors director adjunt del medi, es va convertir en el director en substitució de Xavier Salvador, conseller delegat, vicepresident i principal accionista de l’editora. Ambdós havien coincidit a El Periódico i posteriorment a Economía Digital. L'1 de gener de 2020, després de la jubilació de Joaquín Romero, Cristina Farrés, encarregada de la secció d'economia, va passar a ser-ne la directora.

## Equip
L'equip periodístic de direcció està format per:
Xavier Salvador (CEO); Cristina Farrés (directora), Alejandro Tercero (director adjunt), María Jesús Cañizares (subdirectora), Gerard Mateo (redactor en cap).
El consell d'administració de l'empresa editora (CRÓNICAGLOBAL MEDIA, SL) està format per:
Gonzalo Baratech (president); Xavier Salvador (vicepresident i conseller delegat); Joaquín Romero, Pedro J. Ramírez, Soledad Iess y Alejandro Tercero (vocals); Jordi Maristany (secretari no conseller).